# 高山純一
高山 純一（たかやま じゅんいち、1984年8月18日 - ）は、静岡県出身の元サッカー選手。ポジションはディフェンダー。

## 来歴
清水エスパルスユースに所属していた2001年、U-17日本代表に選出され、トリニダード・トバゴで開催されたFIFA U-17世界選手権に出場した。日本代表はグループステージで敗退した。2002年にはエスパルスのトップチームにも登録される。その後は筑波大学でプレーした。

## 代表歴
- U-17日本代表
  - 2001 FIFA U-17世界選手権; グループステージ敗退